# Houdancourt
Houdancourt – miejscowość i gmina we Francji, w regionie Hauts-de-France, w departamencie Oise.
Według danych na rok 1990 gminę zamieszkiwało 518 osób, a gęstość zaludnienia wynosiła 77 osób/km² (wśród 2293 gmin Pikardii Houdancourt plasuje się na 521. miejscu pod względem liczby ludności, natomiast pod względem powierzchni na miejscu 712.).